# Liste in Tunesien vorhandener Dampflokomotiven
Dies ist eine Liste erhaltener Dampflokomotiven auf dem Gebiet von Tunesien.

## Normalspurlokomotiven
| Foto | Nummer oder Name | Bauart / Achsfolge | Hersteller     | Fabrik-nr. | Baujahr | Historie                | Eigentümer / Betreiber / Strecke | Standort                                | Bemerkungen                |
| ---- | ---------------- | ------------------ | -------------- | ---------- | ------- | ----------------------- | -------------------------------- | --------------------------------------- | -------------------------- |
|      | CFT 3.55         | C n2t              | Vulcan Foundry | 5290       | 1945    | ex War Department 75300 |                                  | Eisenbahnmuseum Tunis, Farhat Hached    | Lokomotive ist restauriert |
|      | CFT 3.56         | C n2t              | Vulcan Foundry | 5292       | 5292    | ex War Department 75302 |                                  | Hauptwerkstätte, Tunis, Sidi Fath Allah | [ 2 ]                      |